# Machilus parapauhoi
Machilus parapauhoi är en lagerväxtart som beskrevs av F.N.Wei, S.C.Tang & W.B.Xu. Machilus parapauhoi ingår i släktet Machilus och familjen lagerväxter. Inga underarter finns listade i Catalogue of Life.